# Briania
Briania är ett släkte av svampar. Briania ingår i familjen Meliolinaceae, klassen Dothideomycetes, divisionen sporsäcksvampar och riket svampar.
|         | Meliolina                            |
|         |                                      |
| Briania | \| \| Briania fruticetum \| \| \| \| |
|         | \| \| Briania fruticetum \| \| \| \| |
|         | Briania fruticetum                   |
|         |                                      |

|  | Briania fruticetum |
|  |                    |